# جوایز آرتاوازد
جوایز آرتاوازد (ارمنی: «Արտավազդ» մրցանակաբաշխություն) یک مراسم ملی سالانه اهدای جوایز تئاتری است که نخستین بار در سال ۲۰۰۲ در ایروان ارمنستان برگزار شد. این جوایز به نام آرتاوازد دوم پادشاه ارمنستان نامگذاری شده و در روز جهانی تئاتر اهدا می‌شود. این جوایز توسط «اتحادیه چهره‌های سرشناس تئاتر ارمنستان» برای قدردانی و تشویق فعالیت‌های هنرمندان و سازندگان نمایش‌های تئاتری ایجاد شد. جوایز دربرگیرندهٔ ۱۳ شاخه است. هر سال مراسم اهدای جوایز به صورت زنده از تلویزیون همگانی ارمنستان پخش می‌شود.